# Segeltorps kyrka
Segeltorps kyrka är en kyrkobyggnad belägen vid Kapellvägen i Segeltorp, Huddinge kommun. Den tillhör S:t Mikaels församling i Stockholms stift och Svenska kyrkan. Till S:t Mikaels församling hör även Vårby gårds kyrka.

## Kyrkobyggnaden
Kyrkans historia sträcker sig tillbaka till 1930-talet, då en kyrklig arbetskrets bildades i Segeltorp. Målet var att samla in pengar till ett kapell. Genom bidrag från kyrkofrämjandet kunde den kyrkliga arbetskretsen i Segeltorp förverkliga S:t Mikaels kapell som invigdes 19 februari 1933. År 1970 byggdes kapellet ut med en så kallad vandringskyrka formgiven av arkitekten Rolf Bergh och fick sitt nuvarande namn Segeltops kyrka.
1989 byggdes kyrkan om till sitt nuvarande utseende eftersom gamla kapellet hade förstörts genom en brand 1987. Vandringskyrkans kyrkorum var det enda som undgick skador och utgör nu hörnstenen i den nya anläggningen. Byggnadens kvadratiska pyramidtak kröns av en förgylld spira föreställande två vikingaskepp. Intill kyrkan finns en klockstapel. Kyrkorummet bärs upp av en limträkonstruktion. Församlingslokalerna är gestaltade av Sam Granströms Arkitektbyrå.

## Inventarier
I kyrkorummet finns en dopfunt av snidad ek med ett fat av handhamrad mässing utförd av bildhuggare Mats Eriksson. Altartavlan är en vävnad i olika blå nyanser utförd av Anna Lisa Odelqvist-Kruse.

### Orgel
- 1961 flyttades en orgel hit från Trångsunds kyrka. Den var byggd 1958 av Grönlunds Orgelbyggeri AB, Gammelstad. Orgeln var mekanisk.

| Manual        | Pedal   |
| Gedackt 8´    | Bihängd |
| Principal 4'  |         |
| Rörflöjt 4'   |         |
| Waldflöjt 2'  |         |
| Cymbel 2 chor |         |

- Den nuvarande orgeln har 13 stämmor och är tillverkad av Mårtenssons orgelfabrik 1992.

## Bilder

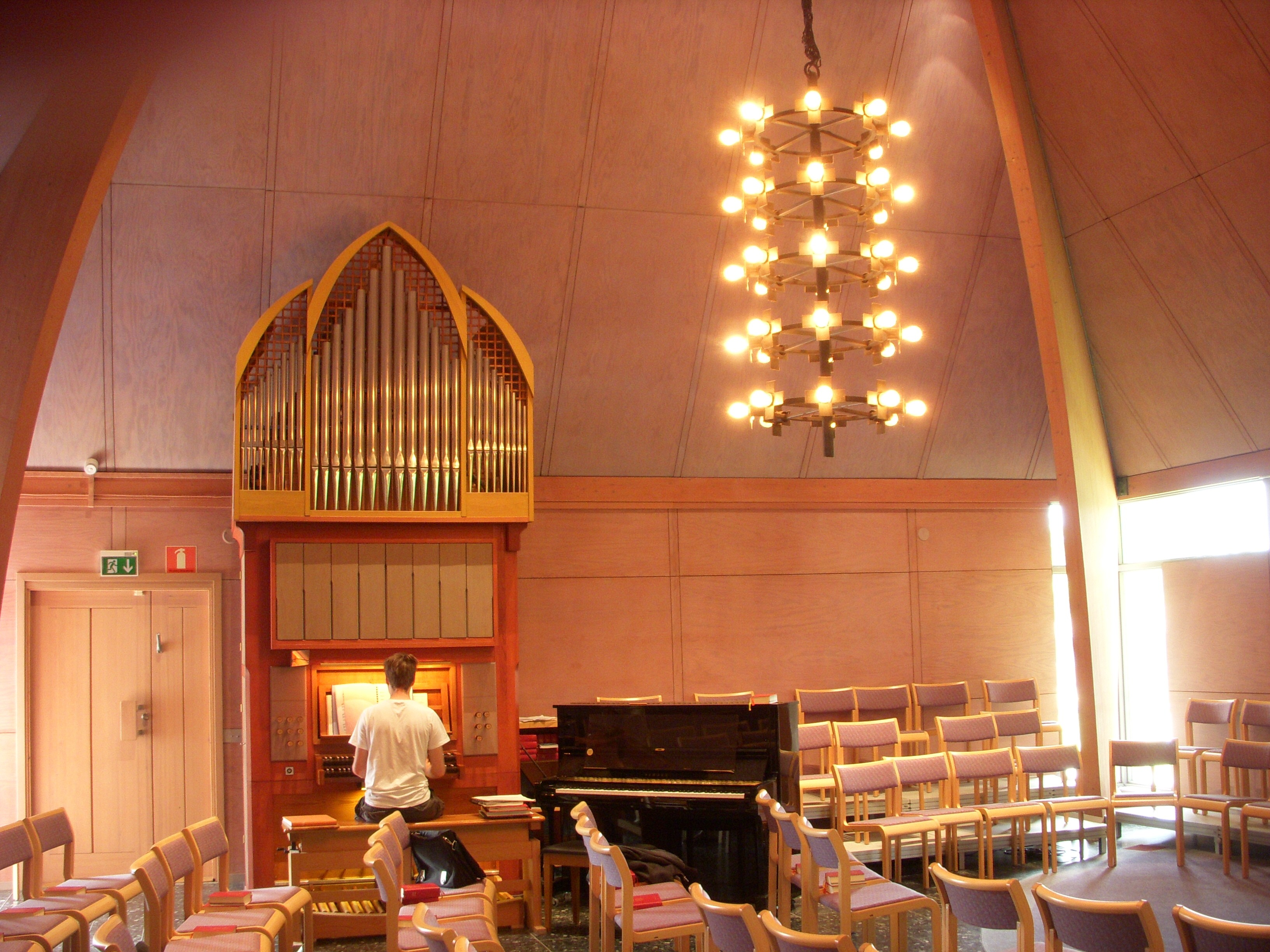
Kyrkans interiör.
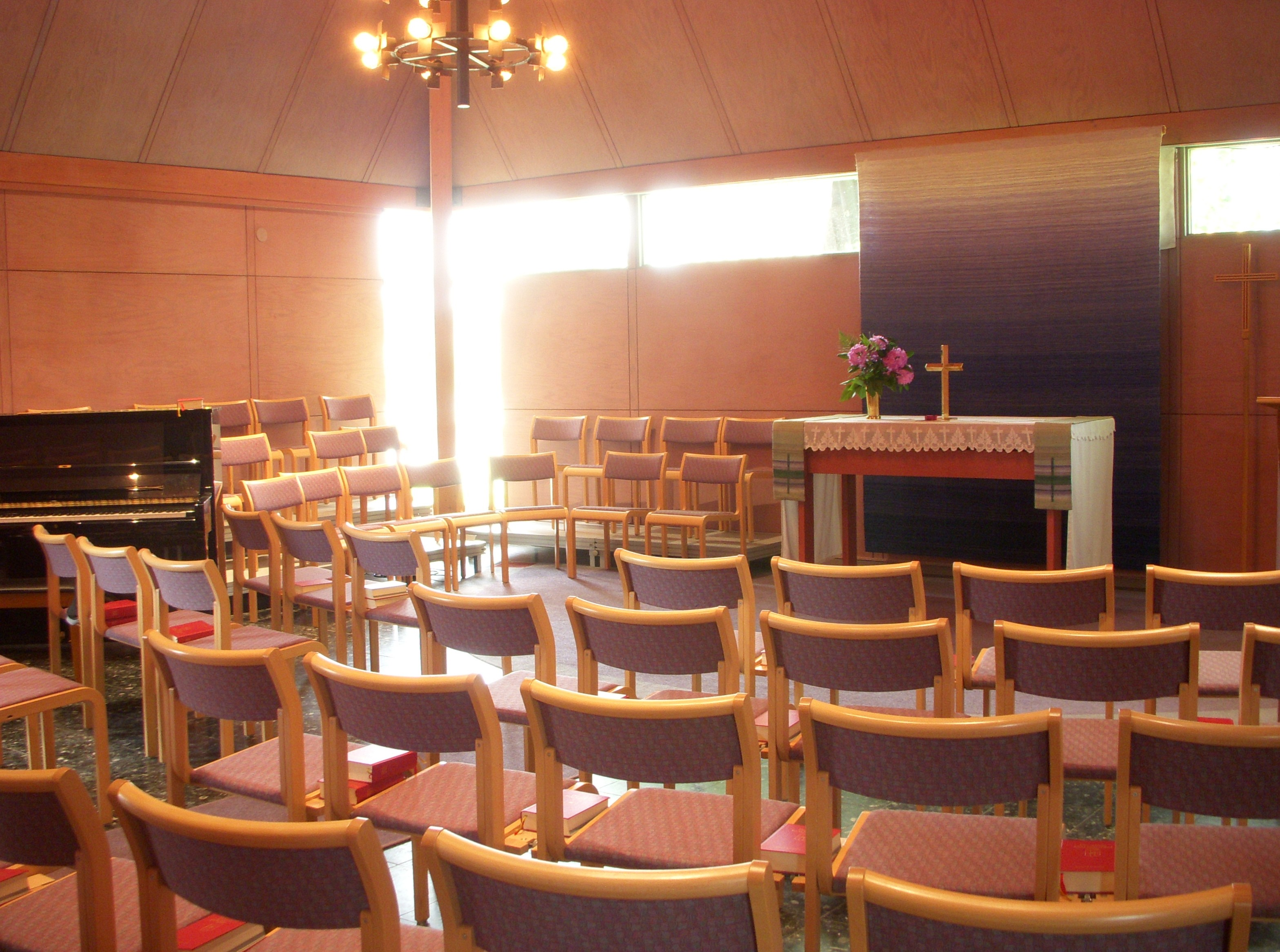
Interiör.
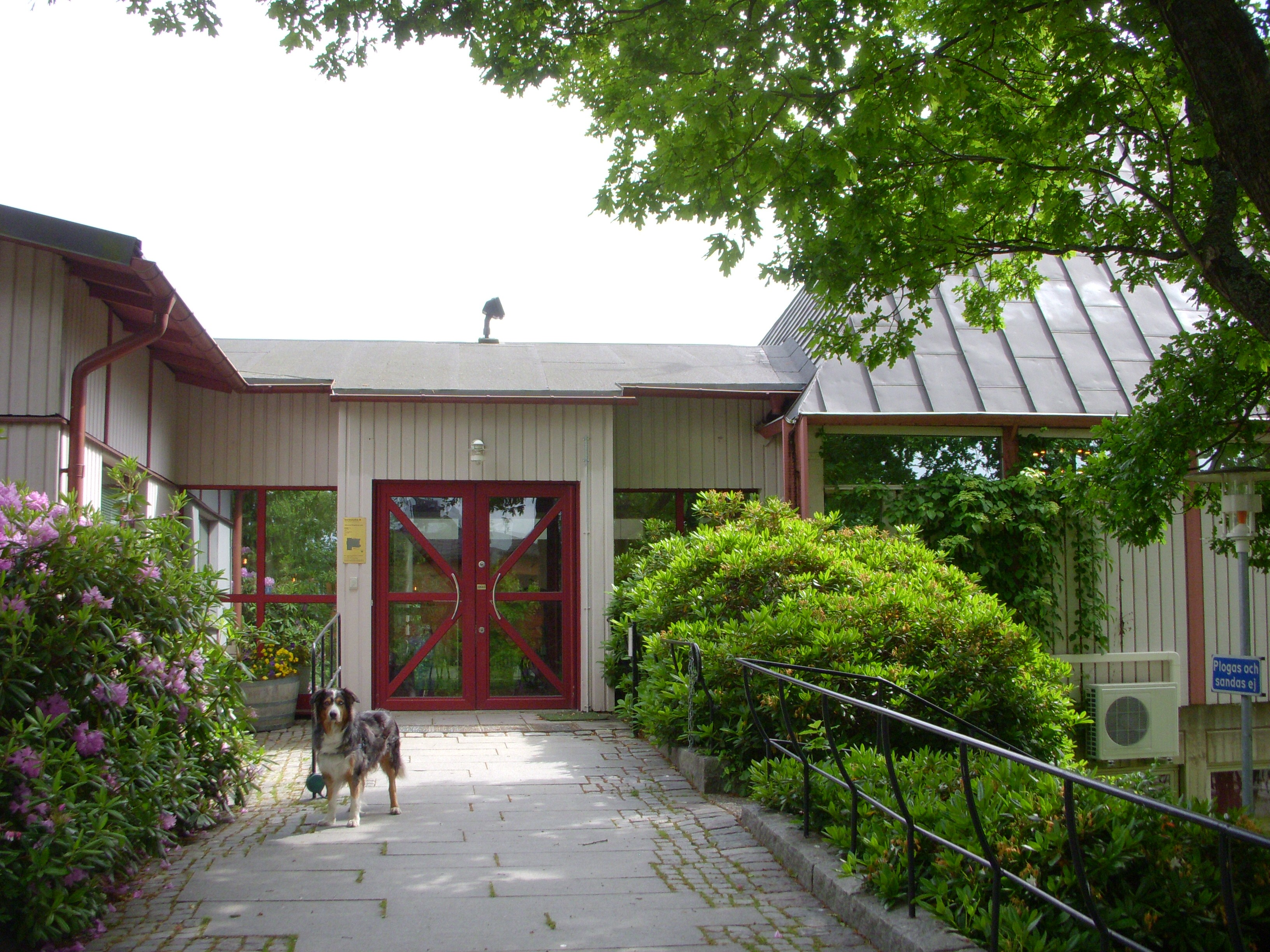
Entrén.
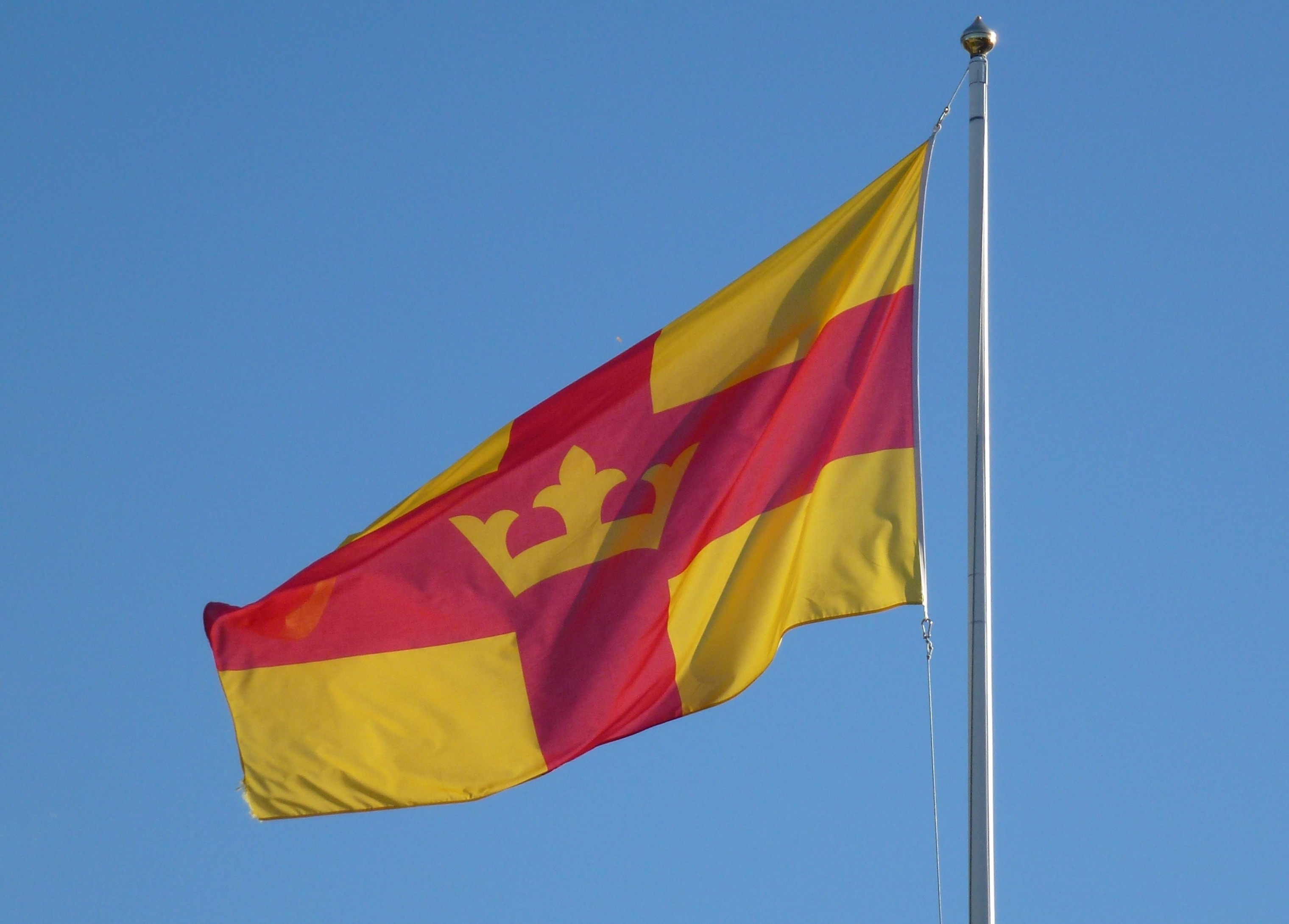
Svenska kyrkans flagga vid kyrkan.